# Зеер, Эвальд Фридрихович
Э́вальд Фри́дрихович Зе́ер (род. 21 августа 1938 года, г. Энгельс, Саратовская область, СССР) — заслуженный деятель науки РФ, лауреат премии Правительства Российской Федерации в области образования, член-корреспондент РАО, доктор психологических наук, профессор, директор научно-образовательного центра инноваций в профессиональном образовании Российского государственного профессионально-педагогического университета.

## Биография
Родился 21 августа 1938 года в городе Энгельс Саратовской области.
В 1964 году Эвальд Фридрихович окончил Нижнетагильский педагогический институт и остался преподавать в институте — с 1964 по 1967 годы (включён в Книгу почёта Нижнетагильского учительского института — Нижнетагильского государственного педагогического института — Нижнетагильской государственной социально-педагогической академии — Нижнетагильского государственного социально-педагогического института (НТУИ-НТГПИ-НТГСПА-НТГСПИ). В 1967—1970 годы — аспирант АПН СССР (г. Москва). Кандидат педагогических наук (1971), доктор психологических наук (1989), профессор (с 1990 года), член-корреспондент Российской академии образования (с 2001 года). С 1982 года работает в Российском государственном профессионально-педагогическом университете, возглавлял кафедры педагогики и психологии, психологии, социальной и прикладной психологии. В настоящее время — директор научно-образовательного центра инноваций в профессиональном образовании РГППУ, главный редактор научного журнала «Образование и наука» (ISSN 1994-5639 (Print), ISSN 2310-5828 (Online).

## Научная школа
На научно-профессиональное становление Эвальда Фридриховича большое влияние оказали академик РАО Е. А. Климов, доктора психологических наук Т. В. Кудрявцев и Л. А. Регуш.
Основная проблематика исследований — психология профессионального становления человека: периодизация профессионального развития, профессионально обусловленные деструкции, психотехнологии социально-профессиональных достижений. С 1995 года исследует проблемы развивающего профессионального образования.
Э. Ф. Зеер является основателем научной школы, исследующей целостный и непрерывный процесс становления личности в профессионально-образовательном пространстве в единстве его психологических и педагогических составляющих.
Основные результаты разработки психологии профессионального развития и образования, направленные на выявление возрастных и социально-профессиональных нормативов развития человека, научно-методического обеспечения профессионального становления личности, определение личностно-развивающего потенциала многоплановых видов деятельности, состоят в следующем:
- Сформирована концепция профессионального становления личности, выявлены закономерности и детерминанты этого процесса, установлены кризисы профессионального развития и психологические барьеры этого процесса, разработаны критерии успешности карьеры и мониторинг профессионализации специалиста.
- На основе концепции профессионального становления личности разработана психологически обоснованная программа (система) непрерывного профессионального и профессионально-педагогического образования, раскрывающая стратегию, содержание и технологии образования взрослых. Обоснованно целостное представление о непрерывном профессиональном образовании как системы, включающей все виды формального, неформального и информального (событийного) образования. Выявлены инновационные технологии реализации компетентностного подхода в профессиональном образовании.
- Разработаны теоретико-методологические основания психологии профессионального образования: определены подходы, принципы, закономерности реализации личности в системе непрерывного профессионального образования. Сформирован понятийно-терминологический аппарат психологии профессионального развития.
- Определены психологические особенности социально-профессионального воспитания учащейся молодёжи, формирования корпоративной культуры и профессионально-нравственных ценностей.
- Разработана логико-смысловая модель профессионального-образовательного пространства, реализующая процесс динамического профессионального развития человека.

Уникальность исследований этой школы заключается в том, что впервые профессиональное становление рассматривается системно и непрерывно с начала формирования профессиональных намерений до завершения профессиональной биографии, а также предлагается эффективная парадигма личностно развивающего образования.
Об актуальности и научной новизне, теоретической и практической значимости, проводимых под руководством Э. Ф. Зеера исследований свидетельствуют, полученные гранты Рособразования и Российского гуманитарного научного фонда, а также проводимые Всероссийские научно-практические конференции по проблемам личностно развивающего персонализированного образования, нейрообразованию и транспрофессионализмы личности.
Результаты исследования обобщены в монографиях:
- «Профессиональное становление личности инженера-педагога» (Свердловск, 1988);
- «Личностно ориентированные технологии профессионального развития специалиста» (Екатеринбург, 1999);
- «Психология личностно ориентированного профессионального образования» (Екатеринбург, 2000);
- «Профессионально-образовательное пространство личности» (Екатеринбург, 2002);
- «Социально-профессиональное воспитание в вузе» (Екатеринбург, 2003);
- «Теоретико-методологические основы подготовки ремесленников-предпринимателей» (Екатеринбург, 2004),
- «Профессиология: психологический контент» (Москва, 2020) и другие,

а также в учебных пособиях:
- «Психология профессий» (Москва, 2001);
- «Психология профессионального образования» (Москва, 2003, 2020);
- «Основы профориентологии» (Москва, 2005);
- «Психология профессиональных деструкций» (Москва, 2005);
- «Психология профессионального развития» (Москва, 2006, 2021);
- «Основы профессионального консультирования» (Москва, 2018);
- «Психология взрослости» (Москва, 2018);
- «Психология транспрофессионализма» (Екатеринбург, 2018);
- «Психологическое профессиоведение» (Екатеринбург, 2020);
- «Основы профессиологии» (Москва, 2021) и другие.

Всего опубликовано около 500 работ, в том числе 21 монография, 27 учебных пособий и 26 научно-методических пособий.
Результаты исследований стали основой авторских учебных дисциплин «Психология профессий», «Психология профессионального образования», «Основы профориентологии», «Психология профессионального развития» специальностей: «Профессиональное обучение», «Психология», «Педагогика и психология».
Профессор Э. Ф. Зеер является заместителем председателя докторского диссертационного совета при РГППУ, членом докторского диссертационного совета при УрФУ.
Результативность научной школы обеспечивается работой с аспирантами и докторантами. Под руководством Э. Ф. Зеера защищено 7 докторских и 56 кандидатских, готовится к защите 2 докторские и 5 кандидатских диссертаций.
Результаты исследований профессора Э. Ф. Зеера через систему аттестации, технологий профессионального развития специалистов, а также психологического сопровождения педагогов базового и высшего профессионального образования внедряются в практику профессионального образования Урала.
Э. Ф. Зеер — крупный учёный, способный к выдвижению масштабных идей, это не только исследователь, но организатор, а главное инициатор многих научных проектов, привлекающих к нему учёных других школ и направлений.

## Награды
За достигнутые трудовые успехи и многолетнюю плодотворную работу награждён Орденом Почета.
За заслуги в научной деятельности присвоено почетное звание «Заслуженный деятель науки Российской Федерации».
За цикл трудов «Психологическое обеспечение базового профессионального образования» для образовательных учреждений начального профессионального и среднего профессионального образования присуждена премия Правительства Российской Федерации 2007 года в области образования.
О признании его продуктивной научно-педагогической деятельности свидетельствуют знаки отличия и правительственные награды: почетные знаки «Отличник народного просвещения» (1975); «Отличник профтехобразования СССР» (1985); Международная премия «За интеграцию систем образования Европы» (1994); «Медаль К. Д. Ушинского» (1995); Почётный работник Высшей школы (2018). Премия губернатора Свердловской области в номинации «Профессор года» по психолого-педагогическим наукам (2010; 2014).Грамоты Губернатора Свердловской области, Министерства образования Свердловской области и почетные грамоты от университета.

## Семейное положение
Жена — Зеер Валерия Александровна.
Дочь — Зеер (Сыманюк) Эльвира Эвальдовна, член-корреспондент РАО, доктор психологических наук, директор Уральского гуманитарного института Уральского федерального университета.